# Cercospora helianthicola
Cercospora helianthicola är en svampart som beskrevs av Chupp & Viégas 1945. Cercospora helianthicola ingår i släktet Cercospora och familjen Mycosphaerellaceae.   Inga underarter finns listade i Catalogue of Life.